# Fairchild Channel F
Lançado em agosto de 1976 pela Fairchild Semiconductor, o Fairchild Channel F foi o primeiro videogame da segunda geração de consoles(as) de jogos, além de ser também o primeiro realmente programável, ou seja, os jogos podiam ser vendidos separadamente do videogame, pois, com o novo sistema de cartuchos era possível lê-los no próprio videogame.
O videogame se utilizava do complexo chip Fairchild F8, mais avançado que o dos videogames lançados anteriormente (Pong e clones) que costumavam usar a mesma tecnologia da Texas Instruments. A Fairchild foi a primeira empresa a lançar um vídeogame usando um microprocessador.

## Início no mercado
O Fairchild Channel F fez um grande sucesso em seu lançamento. Sucesso devido, em parte, por sua capacidade de rodar jogos mais complexos que os de outros videogames de sua época. Porém, sua rápida ascensão durou apenas um ano, pois seu lançamento inspirou concorrentes, como a Atari, que criaram videogames mais potentes.

## Fairchild Channel F System II

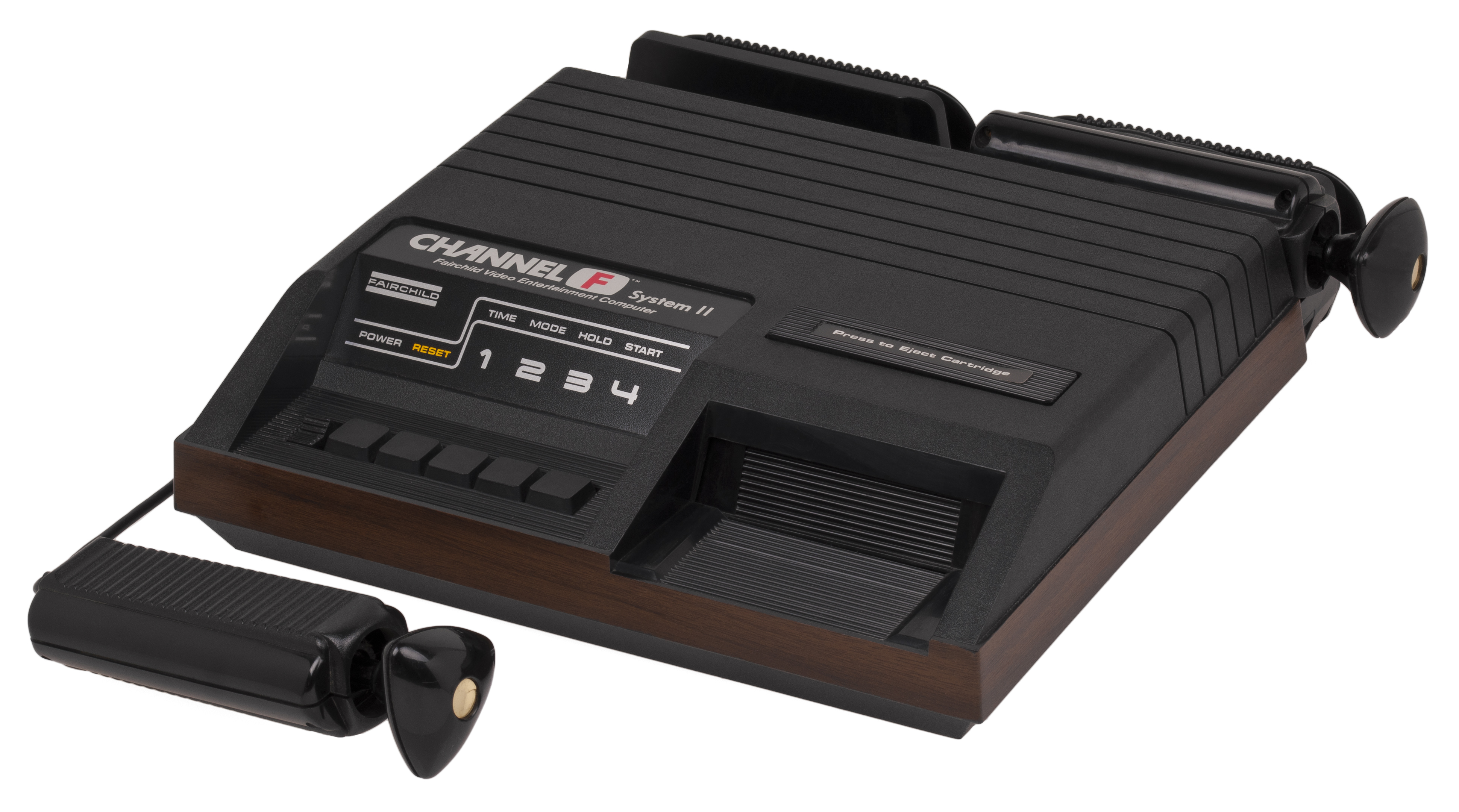
O Fairchild Channel F System II.

Em 1979 a Zircon International comprou os direitos da Fairchild e resolveu lançar o Fairchild Channel F Sistem II(que já vinha sendo desenvolvido pela Fairchild Semiconductor).
O Fairchild Channel F System II era um Fairchild Channel F original com algumas alterações. Dentre as alterações se incluiam controles destacáveis (os antigos eram embutidos no videogame), saída de som para televisão (no console antigo o som também era embutido no console) e uma reformulação visual. O videogame,apesar dessa reformulção significativa,mantinha quase todas suas propriedades técnicas iguais,inclusive sua capacidade para jogos.

## Os jogos
Os jogos do Fairchild Channel F tinham uma jogabilidade bastante simples, agradando assim, o público infantil. Foram lançados, ao todo, 26 jogos para o Fairchild, todos pelo preço de U$19,95, além dos que já vinham em seus chips (Hockey e Pong).

## Particularidades técnicas
- Microprocessador: Fairchild Semiconductor F8 de 1,79Mhz.
- RAM: 64 bytes.
- VRAM: 2kb (resolução de 128X64 pixels, 4 cores possíveis por linha).
- Mídia: cartuchos.